# Антон Рефреж'є
Антон Рефреж'є (англ. Anton Refregier, 20 березня 1905 — 10 жовтня 1979) — художник США російського походження. Малював станкові картини, карикатури, робив стінописи, мозаїки, багато працював монументалістом у різних містах США.

## Біографія
Народився в Москві. Разом з батьками емігрував у США у 1920. Художнє навчання отримав в Школі малюнка Род-Айленд, навчався короткий час в Парижі і Мюнхені. Переїхав до Нью-Йорка у 1925.
- 1930 рік — перша участь в виставці Спілки незалежних художників США.
- 1935-36 рр. - стінопис в Дитячому відділенні лікарні в Грін-Пойнт.
- 1937 рік — початок роботи в антифашистському журналі «Пеппермілл».
- 1938 рік — прийнятий до Національної спілки монументалістів США. Серед знайомих митця — художник Роквел Кент.
- 1939 рік — замова і виконання стінопису в Павільйоні США на Всесвітній виставці в місті Нью-Йорк.
- 1940 рік - персональна виставка в Галереї американського сучасного мистецтва (Нью-Йорк).
- 1941 рік — лауреат конкурсу на виконання 27 панелей для приміщення поштамту Рінкон-Хілл, Сан-Франциско (на сюжети з історії штату Каліфорнія). Замова була зроблена в межах плану уряду США по підтримці художників в роки економічної депресії з ініціативи президента Франкліна Рузвельта.
- 1940-1942 рр. — стінописи приміщення пошти міста Плейн-Філд, штат Нью-Джерсі.
- 1952 рік — обійняв посаду професора в університеті штату Арканзас.
- 1953-1954 роки — подорож до Мексики, вивчення монументальних творів художників Мексики, що мали світову славу (Дієго Рівера, Ороско, Сікейрос).
- 1954 рік — стінописи в Діагностичному центрі Мейо клініки.
- 1960 рік — керамічне панно для Департаменту освіти, (Нью-Йорк).
- 1961 рік — картон гобелена для Бауру Сейвін Банка, (Нью-Йорк).
- 1962 рік — стінопис у Медичному центрі університету штату Кентуккі.
- 1968 рік — стінопис у лікарні Грація Сквер, (Нью-Йорк).
- 1970 рік — створення мозаїки в приміщенні психіатричної лікарні міста Нью-Йорк.
- 1971 рік — викладав живопис в колежі графства Алстер.
- 1976 рік — прийнятий в Національну Академію малюнка США.
- 1978-1979 рр. — перебування в СРСР, де і помер в Москві.

## Галерея

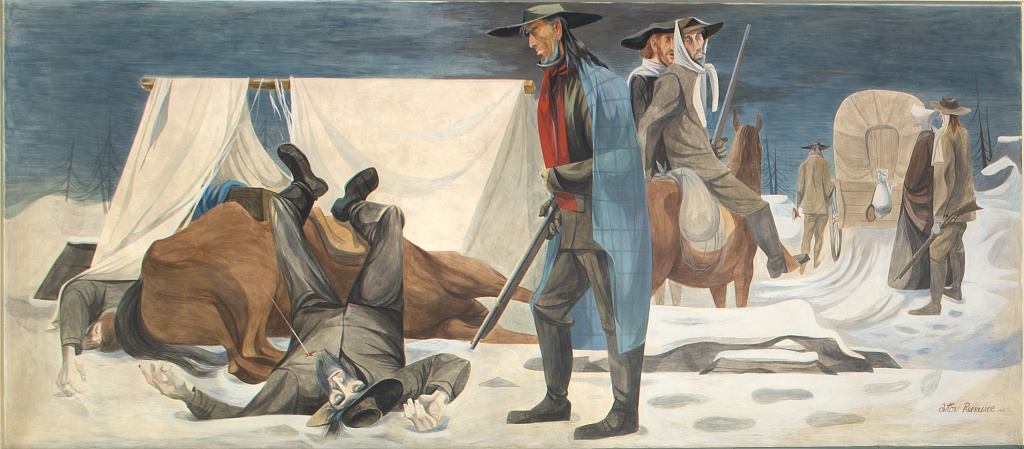
Стінопис «Ризики емігрантів»
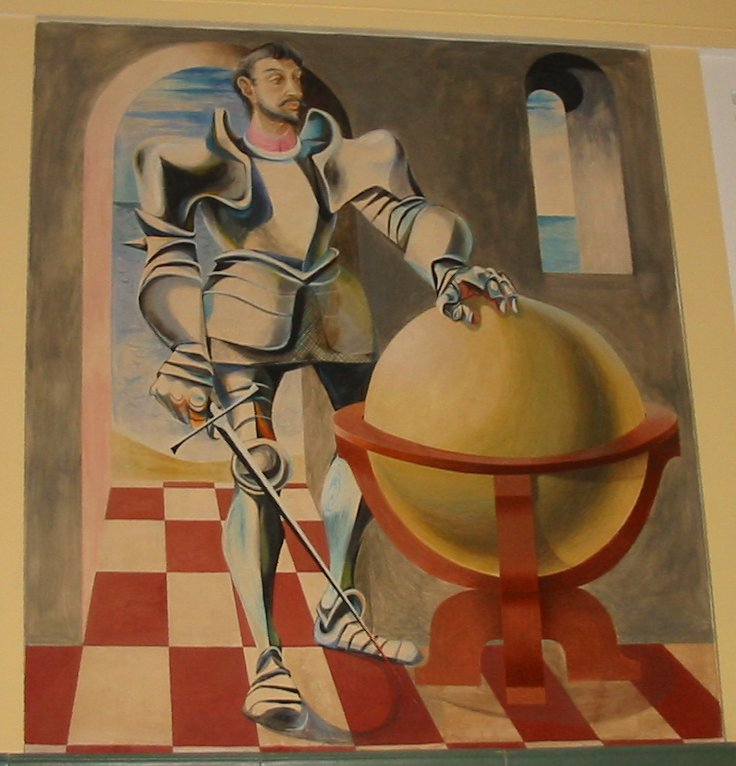
Френсіс Дрейк
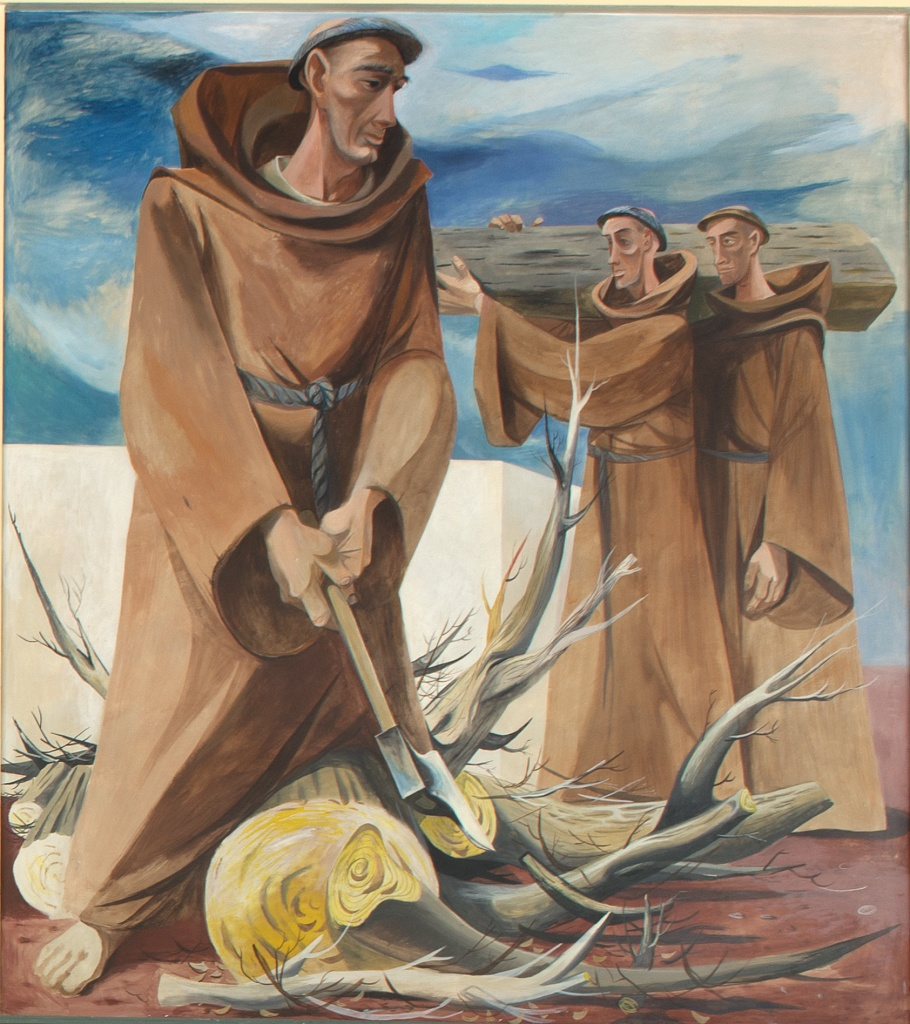
«Ченці-католики будують споруду місії у Сан-Франциско»
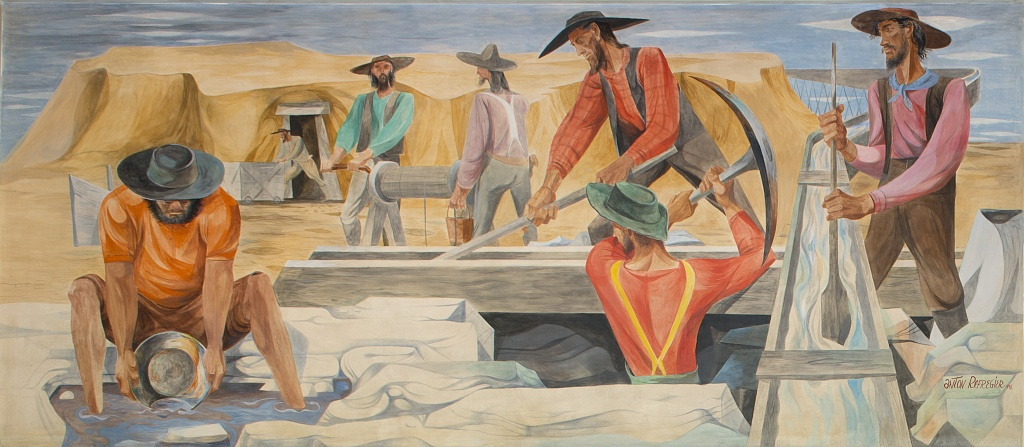
«Шукачі золота»
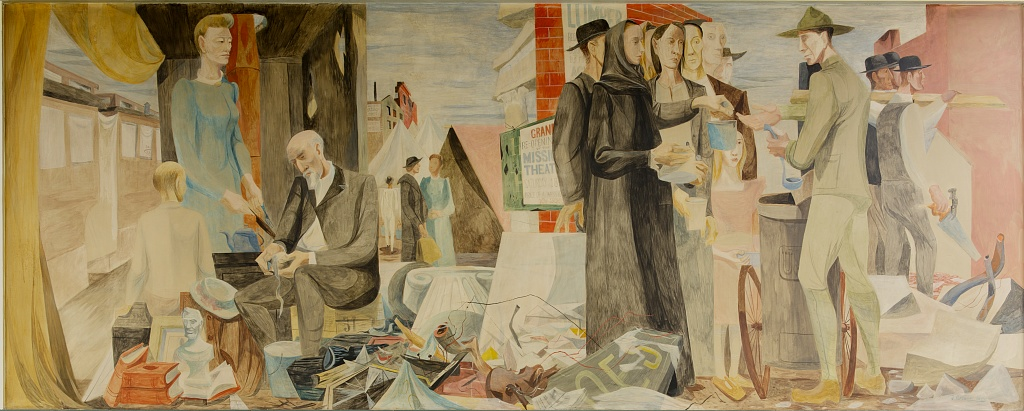
«Відновлення після пожежі»
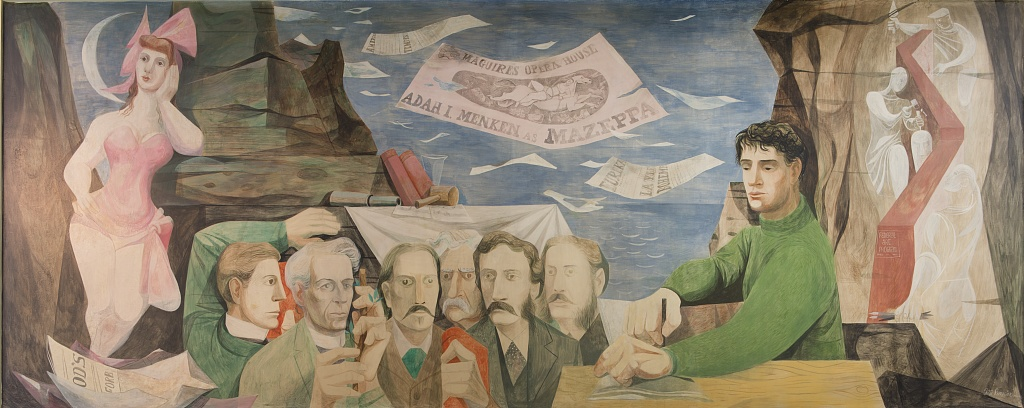
«Сан-Франциско як культурний центр»
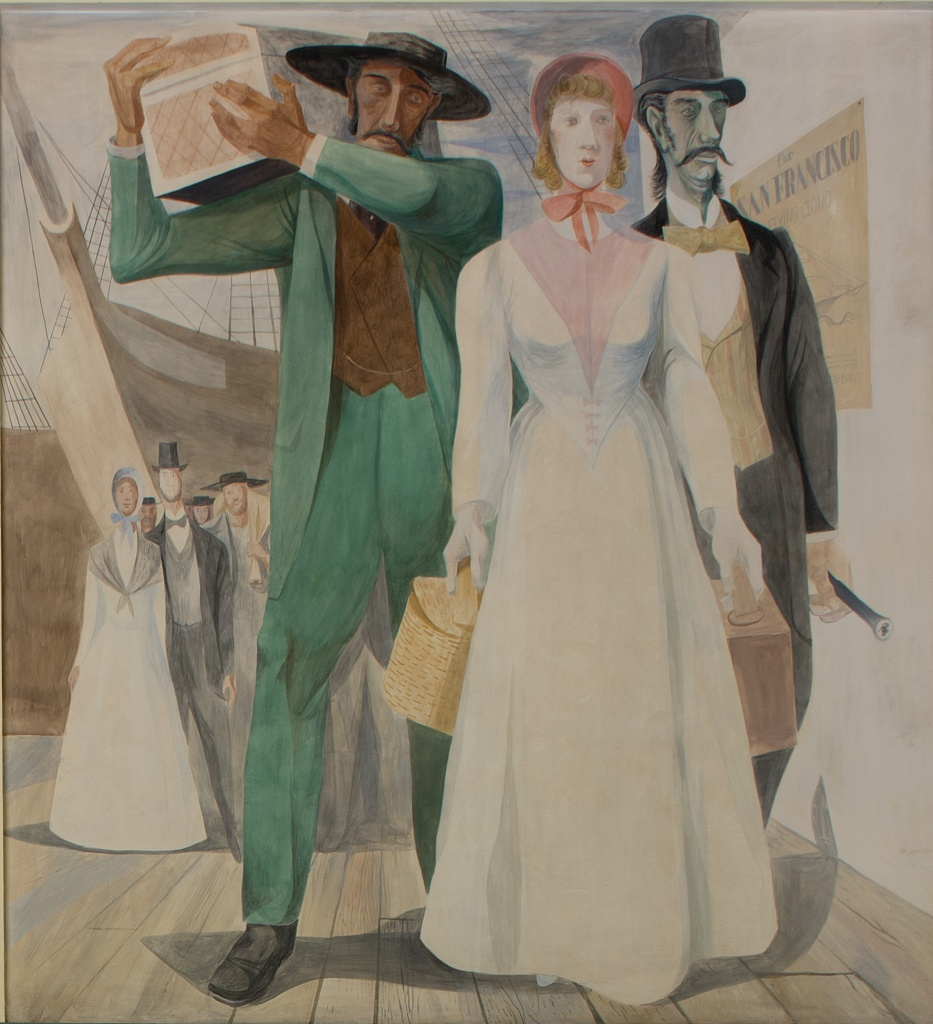
«Вирішальні дні»